# Callyna chalcoperas
Callyna chalcoperas är en fjärilsart som beskrevs av George Francis Hampson 1918. Callyna chalcoperas ingår i släktet Callyna och familjen nattflyn. Inga underarter finns listade i Catalogue of Life.